# Фитингхоф, Арнольд фон
Арнольд фон Фитингхоф (нем. Arnold von Vietinghoff; ум. 11 июля 1364) — магистр Ливонского ордена с 1360 года по 1364 год.

## Биография
В 1342 году Арнольд фон Фитингхоф занимал должность комтура Мариенбурга. В 1347—1348 годах занимал должность комтура (командора) Кулдиги (Гольдингена), а 1348—1349 годах был комтуром Ревеля (Таллина).
В 1360 году Арнольд фон Фитингхоф был избран новым ландмейстером Тевтонского Ордена в Ливонии. Продолжал проводить агрессивную политику по отношению к Великому княжеству Литовскому.
Весной и осенью 1360 года новый ливонский магистр Арнольд фон Фитингхоф возглавил два рейда на литовские владения.
В течение 1362 года Арнольд фон Фитингхоф во главе ливонских рыцарей-крестоносцев предпринял четыре похода на Литву. Во время третьего рейда ливонский магистр соединился с великим магистром Тевтонского Ордена Винрихом фон Книпроде, который со своим войском также вторгся в литовские владения.
Великий магистр Винрих фон Книпроде с большим орденским войском, в которое входили крестоносцы из Англии, Дании, Чехии, Германии и Италии, вступил в литовские владения и 29 марта осадил замок Каунас (Ковно). В апреле под Ковно на кораблях прибыл ливонский магистр Арнольд фон Фитингхоф со своим войском. Литовский гарнизон под командованием князя Войдата (сына Кейстута) мужественно оборонялся. 15 апреля крестоносцы взяли штурмом замок и сожгли его. Во время штурма почти все литовцы (до 2 тыс. чел.) были убиты или сгорели в огне. В плен были взяты Войдат, комендант замка и тридцать семь литовцев. Литовские князья, братья Ольгерд и Кейстут, с небольшим войском стояли за р. Неман и не смогли оказать помощь осажденному гарнизону.
В июне 1362 года ливонский магистр Арнольд фон Фитингхоф организовал орденский съезд в Дерпте.
На нём присутствовали епископы эзельский, ревельский и дерптский. На съезде ливонский магистр Арнольд фон Фитингхоф изложил свою жалобу на дерптского епископа Иоганна Фюнфгаузена (1346—1373). Дерптский эпископ жаловался европейским монархам и германским князьям на притеснения со стороны Ливонского Ордена. Не получив поддержки на съезде, дерптский епископ вынужден был просить прощение у ливонского магистра и обязался оказывать военную помощь ливонским рыцарям в войне против литовцев. Однако позднее дерпткий епископ написал папе римскому Урбану новую жалобу на действия магистра и ордена.
В феврале 1363 году ливонский магистр вступил в литовские приграничные владения и опустошил Упитскую землю. Осенью Арнольд фон Фитингхоф вторично опустошил и разорил Упитскую землю.
В феврале 1364 года ливонский магистр Арнольд фон Фитингхоф совершил последний поход на литовские владения. Под Вилькомиром ливонский магистр соединился с великим магистром Тевтонского Ордена Винрихом фон Книпроде. Тевтонские и ливонские крестоносцы в течение девяти дней разоряли литоdские земли, захватив в плен и перебив большое количество местных жителей.
11 июля 1364 года ливонский магистр Арнольд фон Фитингхоф скончался. Его преемником был избран Вильгельм фон Фримерсхайм.